# Philip Skoglund
Pour les articles homonymes, voir Skoglund.
Philip Oscar Selwyn Skoglund est un homme politique néo-zélandais, né le 14 juin 1899 à Greymouth (West Coast) et mort le 2 novembre 1975. Il est membre du Parti travailliste.

## Biographie
Skoglund naît en 1899 à Greymouth sur l'île du Sud et fréquente le collège de Stratford. Par la suite, il devient enseignant et juriste.
Son frère Pete Skoglund (en) et son fils Phil Skoglund (en) sont tous deux des champions de boulingrin.

## Parcours politique
Il se présente sous étiquette travailliste aux élections législatives de 1935 dans la circonscription de Stratford (en), mais il est battu par le candidat sortant, William Polson (en). Il représente la circonscription de Palmerston North (en) durant deux mandats de 1954 à 1960, date à laquelle il est battu par Bill Brown (en), le candidat du Parti national.
Skoglund est ministre de l'Éducation au sein du deuxième gouvernement travailliste (en) de 1957 à 1960.